# Notariat
Notariat je vrsta pravniške službe, ki jo opravljajo notarji. Med pristojnosti notariata sodijo sestavljanje javnih in zasebnih listin, zagotavljanje pravne varnosti pri različnih pravnih poslih, nepristransko in objektivno pravno svetovanje za vse udeležence konkretnega pravnega posla, hramba listin, vrednostnih papirjev in denarja.